# Janusz Gruchała
Janusz Gruchała (ur. 24 sierpnia 1949 w Czarkowach w powiecie buskim, zm. 21 listopada 2011) – polski historyk, wieloletni wykładowca w Instytucie Historii Uniwersytetu Śląskiego w Katowicach. W latach 2001 do 2009 kierownik Zakładu Historii Nowożytnej XIX wieku w Instytucie Historii Uniwersytetu Śląskiego.

## Życiorys
Po ukończeniu technikum podjął studia historyczne na Wydziale Filozoficzno‑Historycznym Uniwersytetu Jagiellońskiego w Krakowie. Od 1 października 1973 do śmierci pracował w Zakładzie Historii Nowożytnej XIX wieku w Instytucie Historii Wydziału Nauk Społecznych Uniwersytetu Śląskiego w Katowicach. W lipcu 1978 obronił pracę doktorską „Koło Polskie wobec polityki czeskiej i sprawy Śląska Cieszyńskiego w latach 1879–1899”. 27 czerwca 1989 uzyskał stopień doktora habilitowanego na podstawie wydanej rok wcześniej w wydawnictwie UŚ rozprawy „Rząd austriacki i polskie stronnictwa polityczne w Galicji wobec kwestii ukraińskiej (1890–1914)”. 11 grudnia 2003 uzyskał tytuł profesora.

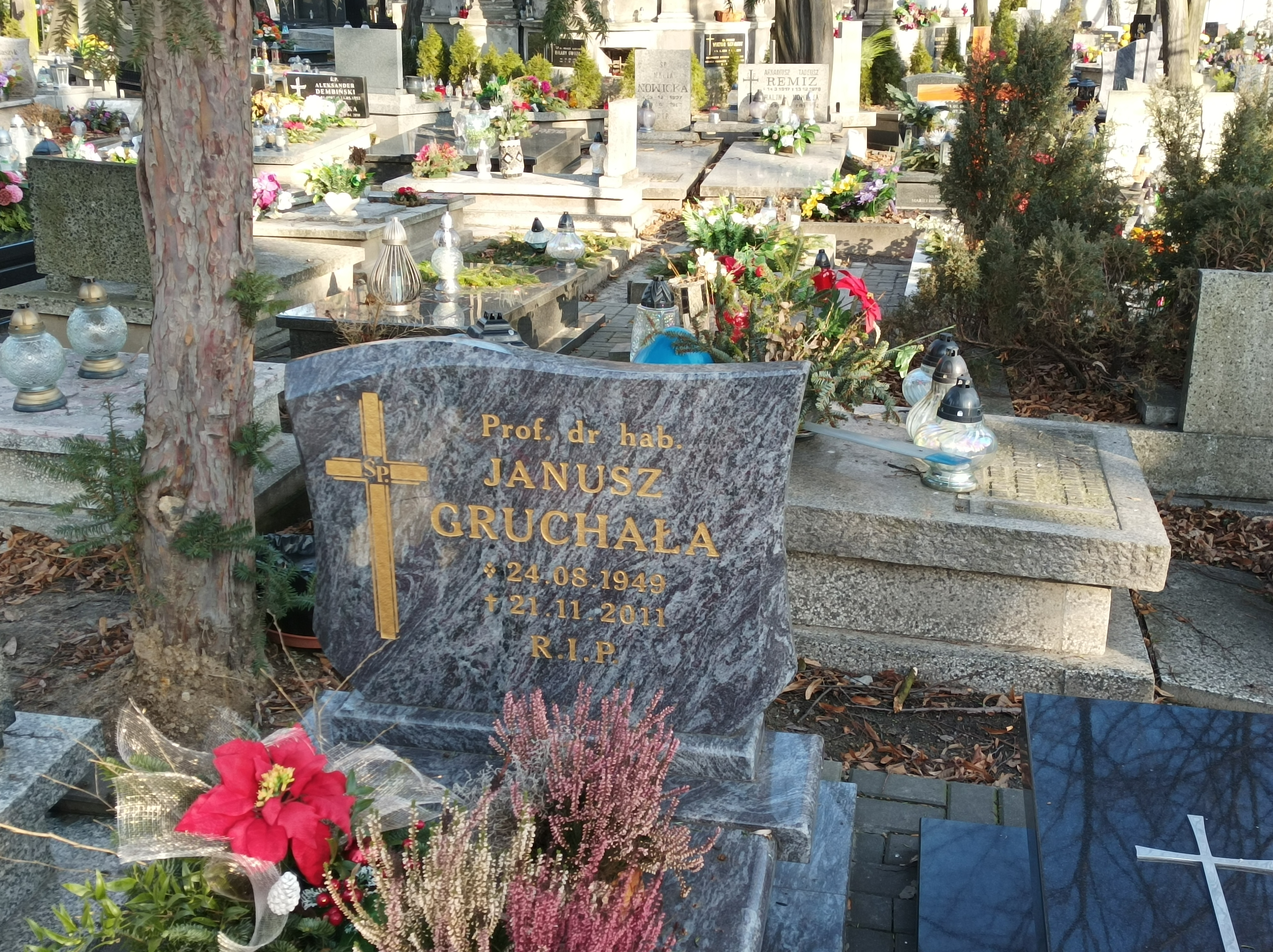
Grób prof. Janusza Gruchały na cmentarzu przy ul. Francuskiej w Katowicach

Swoje badania koncentrował na polityce polskiej w monarchii habsburskiej, kwestii ukraińskiej w Galicji oraz na stosunkach narodowościowo-politycznych na Śląsku Cieszyńskim w końcu XIX i na początku XX w. Ich efektem – poza licznymi artykułami – były dwie monografie: Koło Polskie w austriackiej Radzie Państwa wobec kwestii czeskiej i Śląska Cieszyńskiego (1879–1899) (Wrocław 1982) oraz Rząd austriacki i polskie stronnictwo polityczne w Galicji wobec kwestii ukraińskiej (1890–1914) (Katowice 1988). Obszarem zainteresowania były również dzieje krajów czeskich w drugiej połowie XIX w. oraz historia Czechosłowacji i stosunków polsko-czechosłowackich w okresie międzywojennym. Rezultatem tych badań były monografie: Tomasz G. Masaryk (Wrocław 1996, Cykl biograficzny Ossolineum) i Czeskie środowiska polityczne wobec spraw polskich 1920–1938 (Katowice 2002).